# Verordnung (EU) 2018/1725
Die Verordnung (EU) 2018/1725 des Europäischen Parlaments und des Rates vom 23. Oktober 2018 zum Schutz natürlicher Personen bei der Verarbeitung personenbezogener Daten durch die Organe, Einrichtungen und sonstigen Stellen der Union, zum freien Datenverkehr und zur Aufhebung der Verordnung (EG) Nr. 45/2001 und des Beschlusses Nr. 1247/2002/EG regelt den Datenschutz für die Organe der EU, sowie ihre Agenturen, Körperschaften und Gemeinsamen Unternehmen. Sie überträgt das geltende Datenschutzrecht der Datenschutz-Grundverordnung und der Richtlinie (EU) 2016/680 auf die supranationalen Einrichtungen der EU. Darüber hinaus errichtet sie das Amt des Europäischen Datenschutzbeauftragten als Aufsichtsbehörde für die Europäische Union. Sie ersetzt die alten Fassungen der Europäischen Datenschutzverordnung und des Beschlusses über die Arbeitsweise des EDSB.

## Hintergrund
Ziel der Verordnung ist die Schaffung von Kohärenz zwischen den gültigen Datenschutzvorschriften für private und öffentliche Stellen sowie für die Stellen die der direkten Jurisdiktion der Europäischen Union unterliegen.
Nachdem im Frühjahr 2018 die Datenschutz-Grundverordnung und die Richtlinie (EU) 2016/680 anwendbar geworden waren, wurde es nötig die noch auf der außer Kraft getretenen Richtlinie 95/46/EG basierende Verordnung (EG) Nr. 45/2001 abzulösen und auf das „neue Datenschutzrecht“ umzustellen.